# 马朗日
马朗日（法語：Malange，法語發音：[malɑ̃ʒ]）是法国汝拉省的一个市镇，属于多勒区。

## 地理
马朗日（47°10'34"N, 5°36'52"E）面积8.4 平方千米，位于法国勃艮第-弗朗什-孔泰大區汝拉省，该省份为法国东部内陆省份，北起上索恩省，西北接科多尔省，西临索恩-卢瓦尔省，南至安省，东与杜省和瑞士接壤。
与马朗日接壤的市镇（或旧市镇、城区）包括：奥克桑格、布朗、拉旺莱多勒、奥夫朗日、罗芒日、塞尔芒日、塞尔莱穆利耶尔、弗里扬日。

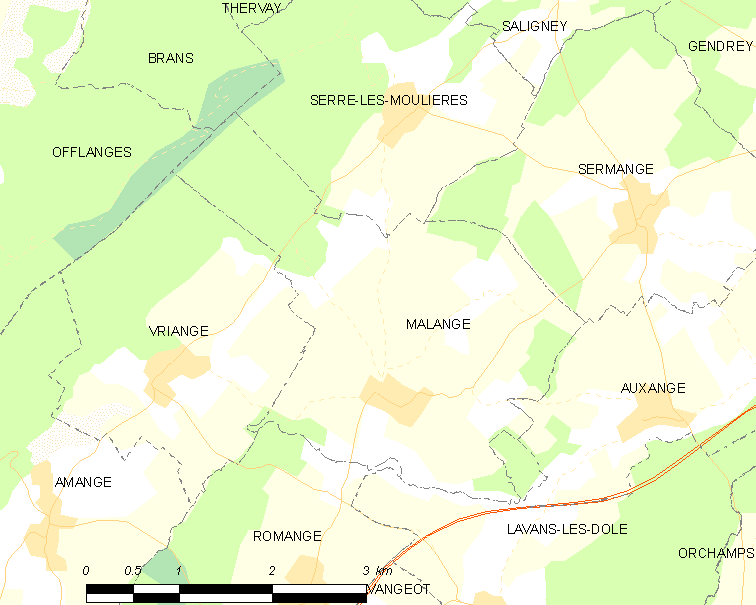
马朗日的OSM定位图

马朗日的时区为UTC+01:00、UTC+02:00（夏令时）。

## 行政
马朗日的邮政编码为39700，INSEE市镇编码为39308。

## 政治
马朗日所属的省级选区为欧蒂姆县。

## 人口

1962-2008年间马朗日人口变化图示

马朗日于2022年1月1日时的人口数量为319人。